# 허구문
허구문(虛構文)은 사실이 아닌 글의 구성이다. 허구문은 이야기를 즐겁게 또는 저자의 관점을 전달하는 의미로 종종 발생한다. 이의 결과는 단편 소설, 소설, 중편 소설, 각본, 드라마 등 허구문 방식의 모든 종류 (유일한 종류는 아니다)가 될 수 있다. 소설가, 극작가, 단편 작가, 드라마 작가 및 각본가를 포함한 여러 저자는 허구문을 연습한다.

## 같이 보기
- 작가
- 창조문
- 팬 픽션
- 허구
- 수사의 기법
- 복선 (문학)
- 작가의 회의 목록
- 문학 평론
- 문학 축제
- 문학 허구
- 문학 기법
- 문학
- 보여라, 말하지 말고
- 저술가
- 작가의 폐색
- 문체